# La confessione (programma televisivo)
La confessione è un programma televisivo italiano di genere talk show e rotocalco in onda dal 17 ottobre 2017, ideato e condotto da Peter Gomez. Inizialmente trasmesso su Nove fino al 28 luglio 2023, dal 13 febbraio 2024 viene trasmesso su Rai 3.

## Il programma
Il programma, ideato e condotto da Peter Gomez, è realizzato dalla società Loft Produzioni e rientra nel genere del talk show e rotocalco, incentrato sui temi dell'attualità e del mondo dello spettacolo, con la realizzazione di interviste da parte del conduttore ad ospiti in studio o in collegamento.

## Edizioni
| Edizione | Anno      | Conduzione  | Periodo           | Periodo          | Puntate | Regia          | Rete televisiva |
| Edizione | Anno      | Conduzione  | Inizio            | Fine             | Puntate | Regia          | Rete televisiva |
| -------- | --------- | ----------- | ----------------- | ---------------- | ------- | -------------- | --------------- |
| 1ª       | 2017      | Peter Gomez | 11 ottobre 2017   | 18 ottobre 2017  | 4       | Matteo Forzano | Nove            |
| 2ª       | 2017      | Peter Gomez | 17 novembre 2017  | 16 dicembre 2017 | 5       | Matteo Forzano | Nove            |
| 3ª       | 2018      | Peter Gomez | 16 febbraio 2018  | 27 giugno 2018   | 19      | Matteo Forzano | Nove            |
| 4ª       | 2018      | Peter Gomez | 5 ottobre 2018    | 2 novembre 2018  | 5       | Matteo Forzano | Nove            |
| 5ª       | 2019      | Peter Gomez | 22 febbraio 2019  | 29 marzo 2019    | 9       | Matteo Forzano | Nove            |
| 6ª       | 2019      | Peter Gomez | 5 dicembre 2019   | 20 dicembre 2019 | 2       | Matteo Forzano | Nove            |
| 7ª       | 2020      | Peter Gomez | 3 gennaio 2020    | 31 gennaio 2020  | 5       | Matteo Forzano | Nove            |
| 8ª       | 2020      | Peter Gomez | 27 novembre 2020  | 18 dicembre 2020 | 5       | Matteo Forzano | Nove            |
| 9ª       | 2021      | Peter Gomez | 8 gennaio 2021    | 4 giugno 2021    | 21      | Matteo Forzano | Nove            |
| 10ª      | 2021      | Peter Gomez | 24 settembre 2021 | 17 dicembre 2021 | 13      | Matteo Forzano | Nove            |
| 11ª      | 2022      | Peter Gomez | 20 maggio 2022    | 10 giugno 2022   | 4       | Matteo Forzano | Nove            |
| 12ª      | 2022      | Peter Gomez | 17 giugno 2022    | 15 luglio 2022   | 5       | Matteo Forzano | Nove            |
| 13ª      | 2022-2023 | Peter Gomez | 9 dicembre 2022   | 6 gennaio 2023   | 5       | Matteo Forzano | Nove            |
| 14ª      | 2023      | Peter Gomez | 26 maggio 2023    | 28 luglio 2023   | 10      | Matteo Forzano | Nove            |
| 15ª      | 2024      | Peter Gomez | 13 febbraio 2024  | 26 marzo 2024    | 7       | Matteo Forzano | Rai 3           |
| 16ª      | 2024      | Peter Gomez | 19 ottobre 2024   | 9 novembre 2024  | 4       | Matteo Forzano | Rai 3           |
| 17ª      | 2025      | Peter Gomez | 11 gennaio 2025   | 22 marzo 2025    | 10      | Matteo Forzano | Rai 3           |

## Riconoscimenti
Nel 2018 il programma ha ricevuto il premio dei TV Talk Awards per la categoria Nuovo programma di informazione scelto dalla stampa.